# Phthinostoma
Phthinostoma is een geslacht van vlinders van de familie grasmineermotten (Elachistidae).

## Soorten
- P. apathetica Meyrick, 1921
- P. crococrossa Meyrick, 1934
- P. inamoena Meyrick, 1922
- P. infumata Meyrick, 1914
- P. pachyzona Meyrick, 1921